# Броган, Джим
Дже́ймс Э́ндрю Бро́ган (англ. James Andrew Brogan; 5 июня 1944, Глазго — 24 сентября 2018, Глазго) — шотландский футболист, игравший на позиции левого защитника. Известен по выступлениям за «Селтик», в составе которого выиграл 14 национальных трофеев. Младший брат Фрэнка Брогана.

## Биография

### Клубная карьера
Броган был воспитанником академии «Сент-Роха» и в 1962 году стал игроком «Селтика», в котором играл его брат Фрэнк. Дебютировал за «Селтик» 21 сентября 1963 года в матче Первого дивизиона с клубом «Фалкирк», который «кельты» проиграли со счётом 1:0. Броган хотя и вызывался в основной состав «Селтика», но в нём сумел закрепиться только в сезоне 1967/68, а позже стал постоянным игроком основы. В составе «Селтика» Броган выиграл 7 чемпионских титулов, 4 Кубка Шотландии и 3 Кубка шотландской лиги.
В 1975 году покинул «Селтик» и перешёл в «Ковентри Сити», в котором отыграл один сезон, сыграв 28 матчей. Его последним клубом в карьере стал «Эр Юнайтед», в котором он отыграл два сезона.

### Карьера в сборной
Дебютировал в сборной Шотландии 22 мая 1971 года в матче со сборной Англии, который шотландцы проиграли со счётом 3:1. Всего за сборную Шотландии сыграл 4 матча, в которых не отметился забитыми мячами.

### Смерть
Скончался 24 сентября 2018 года в Глазго в возрасте 74 лет от последствий деменции.

## Достижения
- Чемпион Шотландии (7) : 1967/68, 1968/69, 1969/70, 1970/71, 1971/72, 1972/73, 1973/74
- Обладатель Кубка Шотландии (4) : 1968/69, 1970/71, 1971/72, 1973/74
- Обладатель Кубка шотландской лиги (3) : 1968/69, 1969/70, 1974/75